# تمزين
تيمزين هي أكبر بلديات ولاية الحوض الغربي من حيث المساحة وتعداد السكان، بلغ عدد سكانها 13136 نسمة عام 2000. وتضم تيمزين العديد من القرى الكبيرة مثل اتريدات واترزام ولميلح وتجمع ترمسه وتيمزين نفسها ونعمة الله واگيل والمبرك. ليس هذا فقط بل تضم سلسلة قرى صغيرة ممتدة من شمالي البلدية حتى جنوبها. وتتبع تيمزين لمقاطعة كوبني الحدودية وتقع على بعد 60 كلم تقريبا من عاصمة المقاطعة في الجهة الشمالية الشرقية.